# Aliveroviće
Aliveroviće (cyr. Аливеровиће) – wieś w Serbii, w okręgu zlatiborskim, w gminie Sjenica. W 2011 roku liczyła 30 mieszkańców.